# David Tao
 David Tao (chinois traditionnel : 陶喆 ; pinyin : Táo Zhé ; pe̍h-ōe-jī : Tô Tiat), né le 11 juillet 1969 à Hong Kong, est un auteur-compositeur-interprète taïwanais.